# Estación Mañil
Mañil es una estación del ferrocarril del Ramal Santa Fe - Santa Bárbara, ubicada en sector rural de Mañil, en la comuna chilena de Santa Bárbara, inaugurada junto a la ampliación de dicha línea, en 1921. Originalmente la estación tenía el nombre de Portezuelo, siendo cambiado a Mañil mediante decreto del 3 de diciembre de 1936.